# Брюлльс, Альберт
Альберт Брюлльс (нем. Albert Brülls, 26 марта 1937 года, Анрат, Нацистская Германия — 28 марта 2004 года, Коршенбройх, Германия) — немецкий футболист, который с 1959 по 1966 год сыграл 25 международных матчей и забил девять голов за сборную ФРГ. Серебряный призёр чемпионата мира 1966 года в Англии, участник мундиаля 1962 года в Чили.

## Ранние годы
Брюлльс родился в Анрате, Нижний Рейн, в семье Альберта и Иды Брюлльс. В своей семье он был пятым ребёнком из семи. Его детство прошло в сельской местности во времена Второй мировой войны и послевоенные годы восстановления. Его отец работал ткачом, именно он захотел, чтобы пятеро его сыновей овладели этой профессией и начали пополнять доход семьи. Тем не менее, Альберт унаследовал свой футбольный талант именно от отца, который в молодости играл за «Виктория Анрат». Именно в этом клубе Альберт начал свою карьеру в 1945 году.

## Клубная карьера

### «Боруссия Менхенгладбах»
В 1954 году Брюлльса заметили скауты «Боруссия Менхенгладбах». В конце сезона 1954/55 молодой талант впервые попал в заявку на игру чемпионата за «Боруссию». 25 мая 1955 года Брюлльс вышел в матче против «Виктория Кёльн», была задействована схема 3-2-5. Он играл на правом фланге и забил гол, итоговый счёт 7:2 в пользу «Боруссии». В июне с командой он принял участие в турне по Скандинавии, где проявил себя как результативный бомбардир.
Начиная с сезона 1955/56 — игрок основы «Боруссии». Команда на то время играла в Оберлиге Запад, но была в постоянной борьбе за выживание. Новый сезон под руководством тренера Клауса Дондорфа Брюлльс начал с первого тура, 27 августа 1955 года в выездном матче против «Дуйсбурга». Хотя «Боруссия» хорошо начала матч, и её наступательные действия привели к первому голу, «Дуйсбург» благодаря наличию более опытных игроков сумел одержать домашнюю победу со счётом 3:2. В 29 матчах Брюлльс забил 10 голов и тем самым помог команде добраться до 11-го места в турнирной таблице, он остался доволен своим дебютным полным сезоном в Оберлиге Запад. В следующем сезоне 1956/57 у команды начался спад. После 12 игр и домашнего поражения 11 ноября 1956 года от «Вупперталера» «Боруссия» находилась внизу турнирной таблицы в Оберлиге Запад. Брюлльс сыграл во всех 12 матчах и забил 2 гола. «Боруссия» прибавила во второй половине сезона, но от вылета не спаслась, Брюлльс забил 5 мячей в 25 играх.
Во втором дивизионе он забил за «Боруссию» 23 гола в 29 играх и фактически своими силами вернул клуб в Оберлигу. С новым тренером, Фрицем Плиской, и такими игроками, как Альберт Янсен и Герд Шоммен, команда была повышена в классе вместе с «Хорст-Эмшер». В Оберлиге «Боруссия» продолжила борьбу за то, чтобы избежать вылета. Тем не менее, Брюлльс перешёл в нападение и забил 13 голов в 30 играх лиги, благодаря чему его заметил тренер национальной сборной, Зепп Хербергер. После того, как он сыграл все 30 матчей в сезоне 1958/59, в следующем сезоне он провёл только 21 матч. В предпоследнем туре 10 апреля 1960 года он спас свою команду от вылета победным голом на 85-й минуте в ворота «Хамборн 07», итоговый счёт — 3:2.
В новом сезоне пост тренера «Боруссии» занял Бернд Олес. В полуфинале кубка ФРГ команда Брюлльса одержала выездную победу над дортмундской «Боруссией» со счётом 4:3 (два гола Брюлльса) и вышла в финал. За три дня до решающей игры «Боруссия» одержала неожиданную победу в чемпионате со счётом 4:2 над «Шальке 04». 24 августа 1960 года в Дюссельдорфе состоялся финал кубка Западной Германии, на матче присутствовало 36000 зрителей, а соперником был явный фаворит — «Кёльн». Нападение «Боруссии» в лице Франца Брюнгса, Альберта Брюлльса, Ульриха Кона и Хельмута Фенделя противостояло обороне «Кёльна», которую составляли Эверт, Столленверк, Шнеллингер, Кристиан Бройер, Вильден и Ганс Штурм, «Боруссия» выиграла со счётом 3:1. 7 сентября в четвертьфинале кубка Германии «Боруссия» встретилась с одним из фаворитов турнира, «Гамбургом». Голы Брюлльса и Брюнгса стали залогом победы (2:0), таким образом «Боруссия» вышла в финал кубка и 5 октября 1960 года в Дюссельдорфе сыграла против «Карлсруэ». На 60-й минуте при счёте 2:2 Брюлльс вывел свою команду вперёд, этот гол стал решающим. Ключевое значение было у противостояния в центре поля между Брюлльсом и Хорстом Шиманяком, которое прошло при явном превосходстве Альберта. 14 апрель 1962 года команда одержала домашнюю победу со счётом 5:1 над «Виктория Кёльн» — Брюлльс на 71-й минуте установил окончательный счёт. После 160 матчей чемпионата и 37 голов за «Боруссию» Брюлльс отправился со сборной на чемпионат мира в Чили. После мундиаля 10 июля 1962 года он подписал профессиональный контракт с клубом итальянской Серии А, «Моденой». Стоимость трансфера составила 250000 марок, кроме того, сам Брюлльс получил ещё 150 000 марок за подписание контракта.
Его давний товарищ по «Боруссии», Герд Шоммен, считал, что Брюлльс заслуживал лучшей команды, поэтому радовался трансферу Альберта.

### Италия
На «Альберто Бралья» (стадион «Модены») Брюлльс перебрался сразу после чемпионата мира. Он забил свой дебютный гол за границей 28 октября 1962, открыв счёт в матче с «Венецией». Но во втором тайме соперник сумел переломить ход игры и одержал победу со счётом 4:1. 28 апреля 1963 года после голов Пальяри и Брюлльса «Модена» вела в счёте в игре против «Наполи». Однако судья был вынужден остановить матч из-за беспорядков на трибунах, которые устроили неаполитанские болельщики. Клуб был в первую очередь нацелен на результат и использовал в своей тактике схему «катеначчо». Брюлльсу пришлось поддерживать оборонительные действия команды, поэтому за свой первый год в «Модене» он забил лишь четыре гола. В сезоне 1963/64 Брюлльс забил лишь один гол в ворота «Сампдории», а «Модена» вылетела в Серию B.
В 1965 году «Модена» заняла седьмое место в лиге, и Брюлльс подписал контракт стоимостью 384000 марок с «Брешиа». 10 октября 1965 года он принёс клубу победу в матче с «Сампдорией», забив единственный гол в матче, это был его дебютный мяч в новом клубе. 26 декабря Брюлльс сделал свой вклад в неожиданную победу над «Ювентусом» со счётом 4:0. Из ломбардской команды он был вызван на чемпионат мира 1966 года, всего за «Брешиа» забил шесть мячей (все за первый сезон). «Брешиа» в 1968 году вылетела из Серии А, после чего 31-летний Брюлльс принял предложение от «Янг Бойз» из Берна.

### Конец игровой карьеры и начало тренерской
Сыграв в общей сложности 107 матчей и забив 12 голов в Серии А, Брюлльс переехал в Швейцарию. С «чёрно-жёлтыми» он занял четвёртое место в Национальной лиге А в 1969 году и пятое место годом позже. За два сезона в столичной команде в 49 матчах Брюлльс забил один гол.
В сезоне 1970/71 он занял пост играющего тренера «Нойса» из Региональной лиги «Запад». С 1970 по 1972 год Брюлльс сыграл 64 матча и забил 18 голов за «Нойс». Он сделал свой вклад в воспитание таких игроков, как Клаус Шонц, Рольф Гюнтер и Ханс-Вернер Морс.
После окончания карьеры игрока Брюлльс работал тренером в нескольких любительских командах. Он продолжил тренировать «Нойс» до 1975 года, затем был у руля «Мюльхайма», «Фортуна Менхенгладбах», «Бюттгена» и «Ройшенберга».

## Международная карьера
В апреле 1956 года в Ботропе Брюлльс, не имея статуса профессионального игрока, сыграл за любительскую сборную ФРГ против второй сборной, которая и победила в матче со счётом 3:1. В мае Брюлльс был взят в сборную Нижнего Рейна для игры в Кубке земель, но его команда проиграла со счётом 1:3 в матче против Гессена. В ноябре 1956 года Брюлльс получил вызов в олимпийскую сборную Германии на игры в Мельбурне. 24 ноября 1956 года в матче против сборной СССР Германия проиграла со счётом 1:2. 14 декабря Брюлльс вернулся из Австралии.
13 июня 1959 года Брюлльс заменил нападающего Эрвина Штайна в матче за молодёжную сборную в Люксембурге против Бельгии. Свой второй матч за молодёжь он провёл 20 мая 1959 года и забил в ворота Польши в Кракове, немцы выиграли со счётом 4:2, после этого успеха он, наконец, сыграл в национальной сборной. Его официальный дебют в сборной ФРГ состоялся 4 октября 1959 года в матче против Швейцарии в Берне. Он сделал свой вклад в победу со счётом 4:0, оказывая поддержку из глубины нападающим Хельмуту Рану и Уве Зеелеру. 20 декабря 1959 года в Ганновере в матче против Югославии на шестой минуте игры Брюлльс сломал малоберцовую кость.
После дебюта в национальной сборной нападающий «Боруссии» стал часто вызываться в команду, и тренер Зепп Хербергер взял его на чемпионат мира 1962 года в Чили. В связи с тем, что тренер выбрал строгую оборонительную тактику, Брюлльсу не удалось показать всё своё мастерство. 10 июня 1962 года в Сантьяго в четвертьфинальном матче против Югославии ФРГ проиграла с минимальным счётом. Форвард «Боруссии» играл во всех 22 международных матчах сборной, начиная с дебюта и кончая вылетом с чемпионата мира, в том числе в квалификационных матчах против Северной Ирландии в 1960 году и против Греции годом позже. В финальной стадии чемпионата мира в Чили он играл во всех четырёх матчах сборной Германии против Италии, Швейцарии, Чили и Югославии. В четвертьфинале он сыграл свой 22-й международный матч. На протяжении следующих нескольких лет он не вызывался в сборную из-за переезда в Италию. 23 марта 1966 года преемник Хербергера, Хельмут Шён, вызвал Брюлльса на международный матч против Нидерландов в Роттердаме. Альберт играл на правом фланге, а его команда выиграла со счётом 4:2.
Он попал в заявку на чемпионат мира 1966 года в Англии и сыграл на правом фланге в двух групповых матчах против Швейцарии и Аргентины. В итоге немцы стали вице-чемпионами мира, однако Брюлльс получил травму в поединке с Аргентиной и не смог участвовать в следующих играх. Его заменил игрок дортмундской «Боруссии», Лотар Эммерих. Хотя Брюлльс успел восстановиться к финальному матчу против Англии, тренер доверил место в составе Эммериху. Через несколько дней после матча с Англией Брюлльс объявил о завершении карьеры в сборной.
Всего за национальную команду провёл 25 матчей и забил 9 голов.

### Матчи за сборные
| Матчи и голы Брюлльса за сборную ФРГ | Матчи и голы Брюлльса за сборную ФРГ | Матчи и голы Брюлльса за сборную ФРГ | Матчи и голы Брюлльса за сборную ФРГ | Матчи и голы Брюлльса за сборную ФРГ | Матчи и голы Брюлльса за сборную ФРГ | Матчи и голы Брюлльса за сборную ФРГ |
| ------------------------------------ | ------------------------------------ | ------------------------------------ | ------------------------------------ | ------------------------------------ | ------------------------------------ | ------------------------------------ |
| №                                    | Дата                                 | Соперник                             | Счёт                                 | Голы Брюлльса                        | Соревнование                         |                                      |
| 1                                    | 4 октября 1959                       | Швейцария                            | 4:0                                  | 1                                    | Товарищеский матч                    |                                      |
| 2                                    | 21 октября 1959                      | Нидерланды                           | 7:0                                  | 1                                    | Товарищеский матч                    |                                      |
| 3                                    | 8 ноября 1959                        | Венгрия                              | 3:4                                  | 1                                    | Товарищеский матч                    |                                      |
| 4                                    | 20 декабря 1959                      | Югославия                            | 1:1                                  | -                                    | Товарищеский матч                    |                                      |
| 5                                    | 23 марта 1960                        | Чили                                 | 2:1                                  | -                                    | Товарищеский матч                    |                                      |
| 6                                    | 27 апреля 1960                       | Португалия                           | 2:1                                  | -                                    | Товарищеский матч                    |                                      |
| 7                                    | 11 мая 1960                          | Ирландия                             | 0:1                                  | -                                    | Товарищеский матч                    |                                      |
| 8                                    | 3 августа 1960                       | Исландия                             | 5:0                                  | -                                    | Товарищеский матч                    |                                      |
| 9                                    | 26 октября 1960                      | Северная Ирландия                    | 4:3                                  | 1                                    | Квалификация к ЧМ-1962               |                                      |
| 10                                   | 20 ноября 1960                       | Греция                               | 3:0                                  | 1                                    | Квалификация к ЧМ-1962               |                                      |
| 11                                   | 23 ноября 1960                       | Болгария                             | 1:2                                  | -                                    | Товарищеский матч                    |                                      |
| 12                                   | 8 марта 1961                         | Бельгия                              | 1:0                                  | -                                    | Товарищеский матч                    |                                      |
| 13                                   | 26 марта 1961                        | Чили                                 | 1:3                                  | -                                    | Товарищеский матч                    |                                      |
| 14                                   | 10 мая 1961                          | Северная Ирландия                    | 2:1                                  | 1                                    | Квалификация к ЧМ-1962               |                                      |
| 15                                   | 20 сентября 1961                     | Дания                                | 5:1                                  | 1                                    | Товарищеский матч                    |                                      |
| 16                                   | 8 октября 1961                       | Польша                               | 2:0                                  | 1                                    | Товарищеский матч                    |                                      |
| 17                                   | 22 октября 1961                      | Греция                               | 2:1                                  | -                                    | Квалификация к ЧМ-1962               |                                      |
| 18                                   | 11 апреля 1962                       | Уругвай                              | 3:0                                  | -                                    | Товарищеский матч                    |                                      |
| 19                                   | 31 мая 1962                          | Италия                               | 0:0                                  | -                                    | Чемпионат мира 1962                  |                                      |
| 20                                   | 3 июня 1962                          | Швейцария                            | 2:1                                  | 1                                    | Чемпионат мира 1962                  |                                      |
| 21                                   | 6 июня 1962                          | Чили                                 | 2:0                                  | -                                    | Чемпионат мира 1962                  |                                      |
| 22                                   | 10 июня 1962                         | Югославия                            | 0:1                                  | -                                    | Чемпионат мира 1962                  |                                      |
| 23                                   | 23 марта 1966                        | Нидерланды                           | 4:2                                  | -                                    | Товарищеский матч                    |                                      |
| 24                                   | 12 июля 1966                         | Швейцария                            | 5:0                                  | -                                    | Чемпионат мира 1966                  |                                      |
| 25                                   | 16 июля 1966                         | Аргентина                            | 0:0                                  | -                                    | Чемпионат мира 1966                  |                                      |

Итого: 25 матчей / 9 голов; 17 побед, 3 ничьих, 5 поражений.

## Статистика выступлений
| Сезон   | Клуб       | Страна    | Матчи | Голы |
| ------- | ---------- | --------- | ----- | ---- |
| 1955/56 | Боруссия М | Германия  | 29    | 10   |
| 1956/57 | Боруссия М | Германия  | 29    | 5    |
| 1957/58 | Боруссия М | Германия  | 29    | 23   |
| 1958/59 | Боруссия М | Германия  | 30    | 13   |
| 1959/60 | Боруссия М | Германия  | 21    | 6    |
| 1960/61 | Боруссия М | Германия  | 26    | 1    |
| 1961/62 | Боруссия М | Германия  | 28    | 3    |
| 1962/63 | Модена     | Италия    | 27    | 5    |
| 1963/64 | Модена     | Италия    | 16    | 1    |
| 1964/65 | Модена     | Италия    | 20    | 1    |
| 1965/66 | Брешиа     | Италия    | 30    | 6    |
| 1966/67 | Брешиа     | Италия    | 23    | 0    |
| 1967/68 | Брешиа     | Италия    | 11    | 0    |
| 1968/69 | Янг Бойз   | Швейцария | ?     | ?    |
| 1969/70 | Янг Бойз   | Швейцария | ?     | ?    |
| 1970/71 | Нойс       | Германия  | 33    | 7    |
| 1971/72 | Нойс       | Германия  | 31    | 11   |

## Достижения
- Чемпионат мира: 1966 (2-е место)
- Кубок Германии: 1960 (победитель)

## Стиль игры
В начале карьеры Брюлльс играл на позиции атакующего полузащитника, но мог переходить в нападение. После переезда в Италию ему пришлось подстроиться под местный стиль игры — это означало, что нужно было также отрабатывать в обороне. Брюлльс был невысокого роста, но имел крепкое телосложение. Обладал хорошей скоростью и навыками дриблинга, противнику было трудно предвидеть его действия. Кроме того, Брюлльс мог нанести точный удар по воротам с обеих ног.
Он был одарённым футболистом. Альберт был незаменим для нас как хороший и честный товарищ, который использовал свои навыки, чтобы служить команде.Герд Шоммен

## Вне футбола
24 июля 1962 года, ещё до переезда в Италию, Брюлльс женился. Его супруга, Дорис Винклер, также выросла в семье футболиста. У пары было трое детей. По завершении карьеры Брюлльс открыл ресторан итальянской кухни «Jägerhof», однако бизнес оказался убыточным. Позже он работал в департаменте культуры и спорта района Нойс.
Ещё в канун Рождества 2003 года Брюлльс начал жаловаться коллегам по работе на боли в спине. В итоге ему был поставлен диагноз рак кости. Альберт Брюлльс умер 28 марта 2004 года в своём доме в Коршенбройхе через два дня после своего 67-го дня рождения. Похоронен на главном кладбище Менхенгладбаха.
В его честь названа улица в родном городе Анрат (Альберт-Брюлльс-штрассе). Также улица с его именем есть в непосредственной близости от стадиона «Боруссии».